# Fontana dell'Oceano

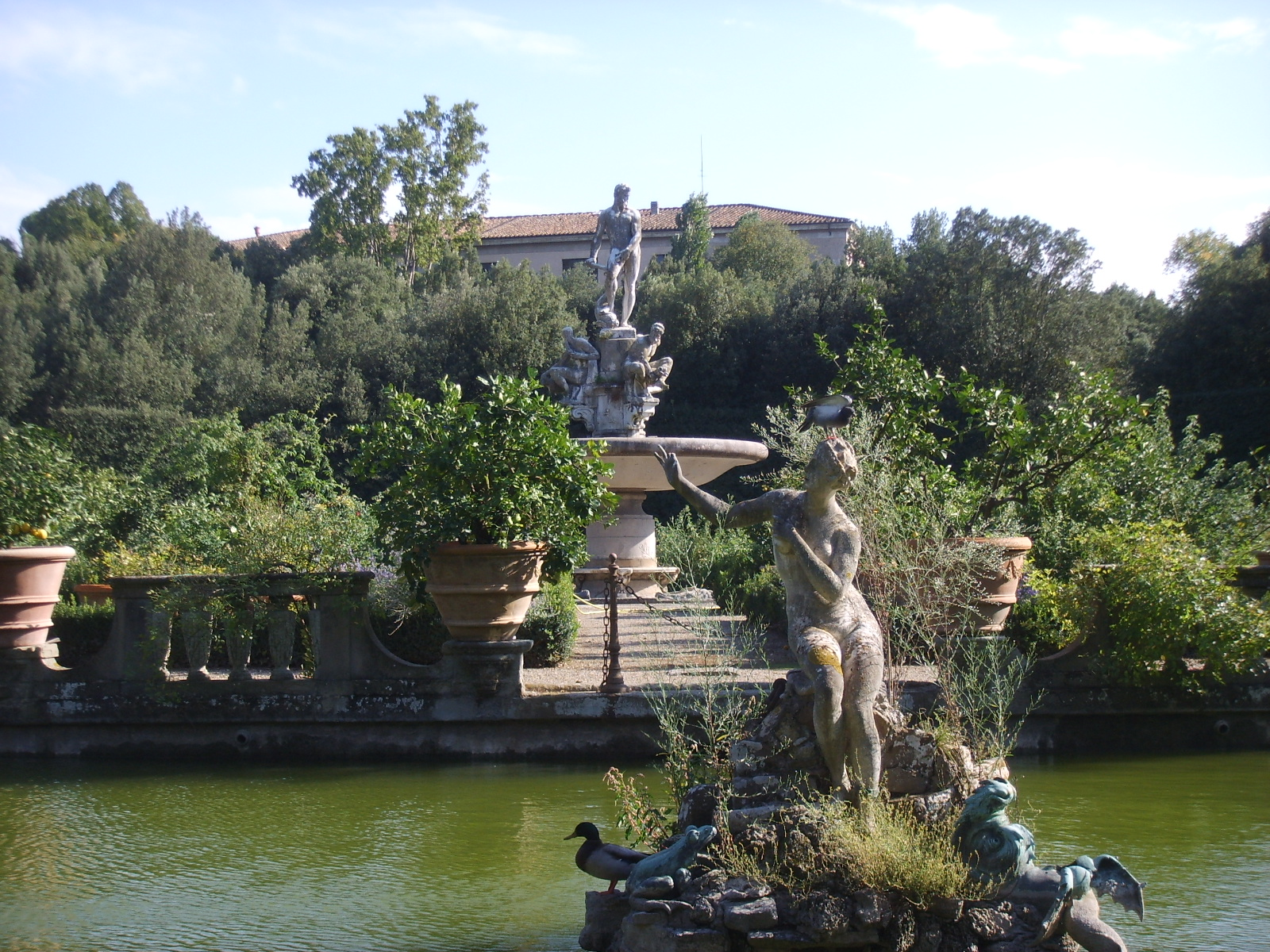
Isolotto di Boboli, con l'Andromeda e la Fontana dell'Oceano

La fontana dell'Oceano, opera del Giambologna, si trova nel Giardino di Boboli a Firenze. 

## Storia e descrizione
Anticamente si trovava al centro dell'Anfiteatro del Giardino (a ridosso del cortile del Palazzo), ma venne in seguito spostata grazie all'ampliamento verso l'asse sud, in maniera da consentire l'uso dell'anfiteatro come sede di rappresentazioni. 
Venne quindi posta al centro dell'Isolotto all'estremità della parte a sud-ovest del giardino nel XVII secolo. 
È composta da un vascone circondato dall'acqua, collegato a terra da due passerelle, ai cui imbocchi sono presenti due cancelli in ferro battuto sostenuti da due colonne, alle gui sommità si trovano due capricorni. Nel mezzo del bacino l'isola è circondata da una ringhiera in pietra, dietro la quale sono alloggiati i vasi di agrumi, ma il pezzo forte sono le sculture del Giambologna.
Al centro si staglia la statua di Nettuno, circondato da divinità fluviali sedute che rappresentano il Nilo, il Gange e l'Eufrate, i quali versano simbolicamente le loro acque nella vasca grande, che rappresenta l'Oceano. La vasca è in granito proveniente dall'Isola d'Elba, con un basamento arricchito da bassorilievi (Il ratto di Europa, Trionfo di Nettuno e Il bagno di Diana). Dall'acqua emergono alcuni gruppi marmorei in una scenografia di notevole suggestione: Perso a cavallo e Andromeda con le caviglie incatenate nella roccia.